# North American F-82 Twin Mustang
Норт Америкен F-82 «Твін Мустанг» (англ. North American F-82 Twin Mustang) — американський двомісний дальній винищувач. Відомий як останній поршневий винищувач ВПС США.

## Історія
«Твін Мустанг» спочатку призначався для ескортування стратегічних бомбардувальників B-29 під час нальотів на Японію. В ході цих далеких рейдів льотчики-винищувачі піддавалися великим навантаженням, тому новий винищувач повинен був бути двомісним. Фірма «Норт Америкен» почала проєктування цього літака під позначенням NA-120 наприкінці 1943 року. Було прийнято незвичайне конструктивне рішення: літак являв собою два винищувачі з подовженими фюзеляжами P-51H, сполучені крилом та хвостовим стабілізатором.
Прототип XP-82 вперше піднявся в повітря 6 липня 1945 року — надто пізно, щоб встигнути взяти участь у Другій світовій війні. Це призвело до того, що початкове замовлення ВПС США на 500 літаків було зменшене в кінці 1945 року до 270 літаків. «Твін Мустанги» змінили P-61 «Блек Відоу» в якості основного нічного винищувача. Також вони залучалися до виконання завдання, для якого були створені ескорти стратегічних бомбардувальників B-29, B-50 і B-36.
У лютому 1947 P-82B (серійний номер 44-65168, «Бетті Джо») здійснив безпосадочний переліт з Гонолулу у Нью-Йорк на відстань приблизно 8047 кілометрів (близько 5000 миль), який тривав 14 годин 32 хвилини. Пілотували літак Роберт Такер і Джон Ард. Цей рекорд дальності польоту для поршневого винищувача не побитий досі.
«Бетті Джо» знаходиться в експозиції Національного музею ВПС США.

## Варіанти

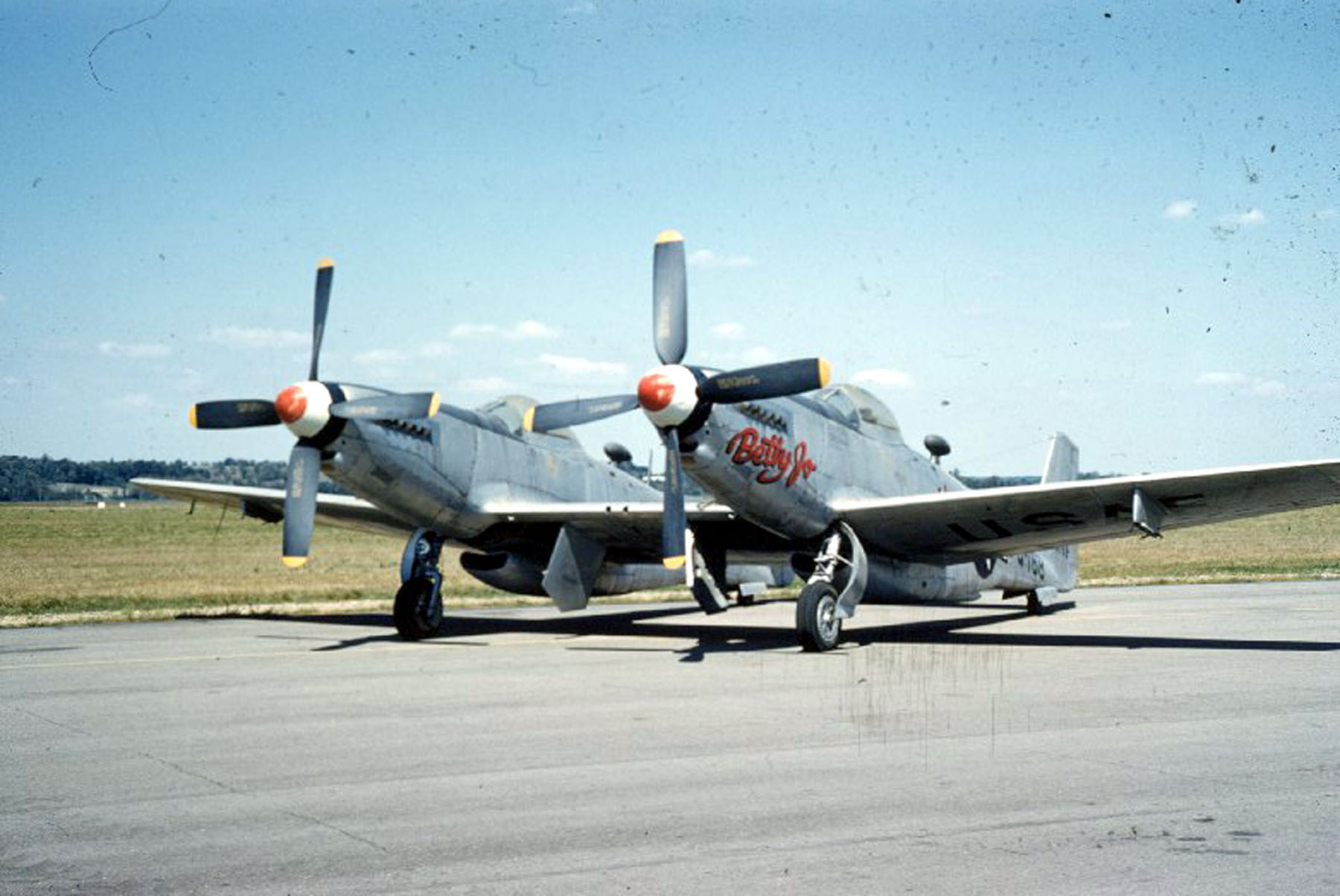
F-82B «Бетті Джо» в Національному музеї ВПС США

У червні 1948 P-82 отримав нове позначення F-82 у зв'язку з заміною у ВПС США класу «літаки-переслідувачі» (P — Pursuit) на клас «літаки-винищувачі» (F — Fighter).
- XF-82 — прототип. Третій дослідний літак мав позначення XP-82A, але, по всій видимості, ніколи не піднімався в повітря внаслідок проблем з встановленими на ньому двигунами Еллісон V-1710-119.
- F-82B — єдиний варіант, що випускався серійно (побудовано 270 машин). На його базі створено всі інші модифікації. P-82B були повністю зняті з озброєння до кінця 1949 року.
- F-82C — один літак, переобладнаний в нічний винищувач. Устатковувався радаром SCR-720.
- F-82D — один літак, переобладнаний в нічний винищувач. Устатковувався радаром APS-4.
- F-82E — ескортний винищувач. Переобладнано 96 літаків, перші з яких надійдуть на озброєння в травні 1948 року.
- F-82F — нічний винищувач з встановленим радаром APS-4 або APG-28. Переобладнаний 91 літак.
- F-82G — нічний винищувач з встановленим радаром SCR-720C. Переобладнано 59 літаків.
- F-82H — нічні винищувачі P-82F і P-82G, переобладнані для використання в зимових кліматичних умовах (на Алясці) — 14 літаків.
- F-82Z — 20 літаків, які використовувалися для проведення льотних випробувань.

## Бойове застосування
До початку Корейської війни (червень 1950 року) в Японії базувалися три ескадрильї всепогодних винищувачів, озброєні F-82. Вони брали участь в прикритті транспортних літаків, що евакуювали американських громадян з Південної Кореї. Вильоти здійснювалися з Японії, і тут знадобилася велика дальність польоту «Твін Мустангів», що дозволяла їм перебувати в районі південнокорейських аеродромів довше реактивних F-80. При виконанні цих завдань 27 червня 1950 року пілоти одного з F-82 Вільям Хадсон і Карл Фрейзер здобули першу повітряну перемогу американської авіації в Кореї, збивши північнокорейський Як-9 (існує версія, що насправді автором першої перемоги міг бути Джеймс Літтл, який офіційно збив інший літак противника в той же день, але трохи пізніше).
Надалі «Твін Мустанги» продовжували застосовуватися на театрі військових дій як винищувачі супроводу і штурмовики (у тому числі в нічних умовах). Їх бойова кар'єра завершилася на початку 1952 року, а всього лише через рік вони були повністю зняті з озброєння. F-82 здобули в Кореї 4 повітряні перемоги і ще 16 літаків противника знищили на землі.

## Тактико-технічні характеристики (F-82G)

### Технічні характеристики
- Екіпаж: 2 людини
- Довжина: 12,93 м
- Розмах крила: 15,62 м
- Висота: 4,22 м
- Площа крила: 37,90 м2
- Маса порожнього: 7 271 кг
- Максимальна злітна маса: 11 632 кг
- Двигуни: 2 × рідинного охолодження V12 Еллісон V-1710-143/145 (англ.)
- Потужність: 2× 1600 л. с. (1200 кВт)

### Льотні характеристики
- Максимальна швидкість: 740 км/год (на висоті 6400 м)
- Практична дальність: 3605 км
- Практична стеля: 11 855 м

### Озброєння
- Кулеметне: 6 × 12,7-мм Browning M2
- Бойове навантаження:
  - НАР: 25 × 127 мм
  - Бомби: до 1800 кг